# Елісон Келлі
Пані Елісон Келлі (англ. Alison Kelly) (1953) — ірландський дипломат. Надзвичайний і Повноважний посол Ірландії в Чехії та в Україні за сумісництвом. Надзвичайний і Повноважний посол Ірландії в Ізраїлі.

## Життєпис
Келлі народилася у 1953 році в місті Дрогеда, графство Лаут, Ірландія. У 1973 році закінчила Університетський коледж Дубліна, отримавши ступінь бакалавра соціальних наук, а в 1974 році закінчила Європейський коледж в Брюгге, Бельгія, з сертифікатом з передових європейських досліджень.
Келлі почала свою кар'єру в Департаменті закордонних справ Ірландії у 1974 році. На початку своєї кар'єри вона направлялася в Посольства Ірландії в Гаагу (1976—1979), Каїр (1983—1986), НБСЄ/ОБСЄ у Відні, а також в інші місця.
У 1998—2002 рр. — вона працювала директором з ООН Департаменту закордонних справ, одночасно з директором з питань Африки (1999—2000). Вона служила політичним радником при посольстві Ірландії у Вашингтоні, округ Колумбія (2003—2007).
У 2007—2011 рр. — вона займала посаду заступника політичного директора і директорів з питань роззброєння і нерозповсюдження в міністерстві закордонних справ. Вона відповідала за Дипломатичну конференцію в Дубліні у 2008 році, на якій була прийнята Конвенція про касетні боєприпаси. Келлі служила як головний делегат Ірландії до ДНЯЗ у 2010 році і вела переговори по Близькому Сходу на Конференції 2010 року з розгляду дії ДНЯЗ, при цьому отримала нагороду від Лаури Кеннеді, представника США на Конференції, який зазначив що Келлі провела «чудову роботу» з дуже складного питання на Близькому Сході.
Келлі була послом Ірландії в Чехії і Україні з 2012 до 2015 р. У лютому 2012 року вона вручила вірчі грамоти президенту Чехії Вацлаву Клаусу. Вона вручила вірчі грамоти президенту України Віктору Януковичу в липні 2012 року.
У листопаді 2015 року вона була призначена послом Ірландії в Ізраїлі, змінивши Імонн Мак-Кі. Келлі вручила вірчі грамоти президента Ізраїлю Реувен Рівлін"